# Pascal Johansen
Pascal Johansen (Colmar, Francia, 28 de abril de 1979) es un exfutbolista francés que jugaba en la posición de volante. 

## Trayectoria

### Clubes
| Club                  | País    | Año       |
| --------------------- | ------- | --------- |
| RC Strasburgo         | Francia | 1999-2002 |
| Olympique de Marsella | Francia | 2002-2004 |
| RC Strasburgo         | Francia | 2004-2008 |
| FC Metz               | Francia | 2008-2010 |
| Grenoble Foot 38      | Francia | 2010-2011 |
| FC Mulhouse           | Francia | 2011-2013 |
| US Raonnaise          | Francia | 2013-2015 |

## Selección nacional
Johansen representó a su país internacionalmente a nivel juvenil, tanto en la modalidad de fútbol como en la de futsal.

## Palmarés

### Campeonatos nacionales
| Título                     | Club          | País    | Año  |
| -------------------------- | ------------- | ------- | ---- |
| Copa de Francia            | RC Strasburgo | Francia | 2001 |
| Copa de la Liga de Francia | RC Strasburgo | Francia | 2005 |